# Keith Richards

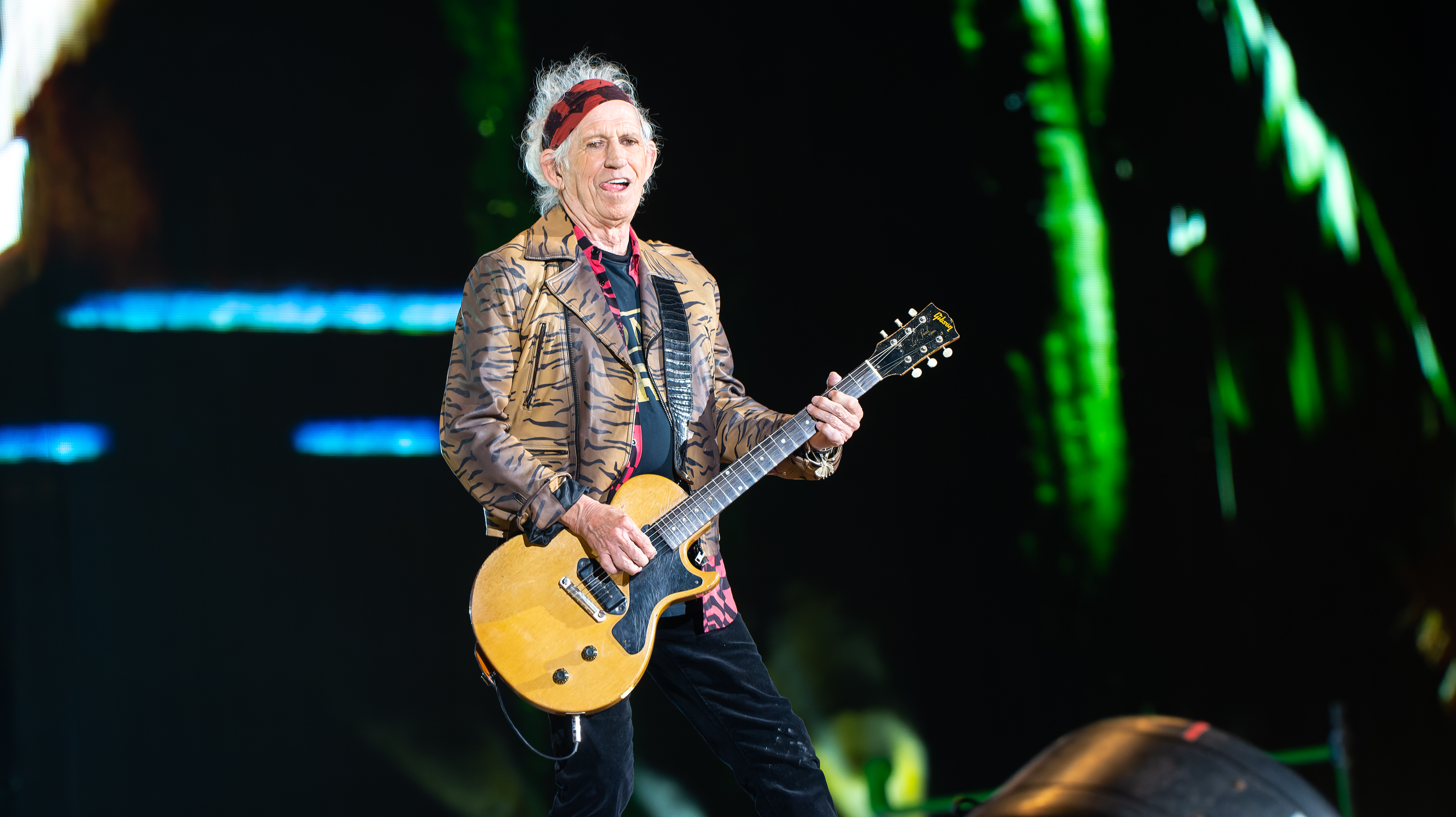
Keith Richards (2022)

Keith Richards (* 18. Dezember 1943 in Dartford, Grafschaft Kent, Vereinigtes Königreich) ist ein britischer Musiker und Songwriter.
Er ist Gründungsmitglied der seit 1962 bestehenden britischen Bluesrock-Band The Rolling Stones und gehört der Formation seither ununterbrochen als Rhythmus- und Leadgitarrist an. Seine Riffs und Licks sind prägend für den Sound der Rolling Stones, gelegentlich tritt er auch als Sänger der Band, als Solist, als E-Bassist und in anderen Formationen in Erscheinung. Richards schreibt gemeinsam mit Frontmann Mick Jagger – gelegentlich auch unter den Pseudonymen Nanker Phelge oder The Glimmer Twins – einen Großteil der Songs. Seit 1993 gehört das Autorenduo Jagger/Richards der Songwriters Hall of Fame an.
Die Musikzeitschrift Rolling Stone platzierte Richards („The Human Riff“) auf dem vierten Platz der Liste der 100 größten Gitarristen. Als Mitglied der Rolling Stones ist Richards auch Teil der Rock and Roll Hall of Fame.
Zeitweise nannte er sich Keith Richard.

## Kindheit und Jugend

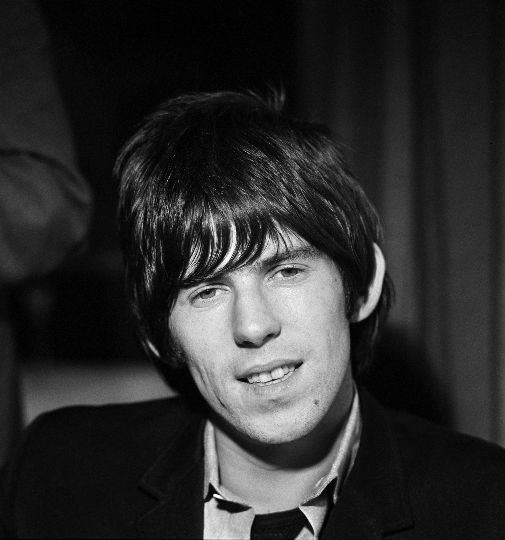
Richards (1965)

Keith Richards wurde am 18. Dezember 1943 in Dartford, einer Kleinstadt im Nordwesten der Grafschaft Kent, geboren. Er ist das einzige Kind des Industriearbeiters und Kriegsveteranen Herbert „Bert“ Richards und dessen Ehefrau Doris Maud Lydia (geborene Dupree) und wuchs in relativ einfachen Verhältnissen auf. Das „s“ in seinem Familiennamen wurde von  Andrew Loog Oldham, dem Manager der Rolling Stones seit Mai 1963, entfernt, da der Name so leichter zu merken war. Gegen Ende der 1970er Jahre hängte Richards das „s“ wieder an. Das Elternhaus von Keith Richards wurde bei den Luftangriffen im Sommer 1944 fast völlig zerstört.
Zunächst ging Keith Richards auf die Wentworth Primary School, die auch der Nachbarsjunge Mick Jagger bis zu seinem Umzug im Jahr 1954 besuchte, was zum zwischenzeitlichen Abbruch des Kontakts führte. Anschließend wechselte er auf die Dartford Technical High School for Boys (1955–1959) und sang dort als Sopranist im Knabenchor u. a. das Hallelujah aus Händels Messiah in der Westminster Abbey vor Königin Elisabeth II.
Um 1959/60 war er begeistertes Mitglied der Pfadfinder. Seine Gruppe war die Beaver Patrol, zu deren Leiter er ernannt wurde. („… mit das beste, was mir damals passierte, war mein Eintritt bei den Pfadfindern.“)
Sein Großvater mütterlicherseits, Augustus Theodore („Gus“) Dupree, der während der 1930er Jahre in Jazzbands gespielt hatte, weckte bei dem kleinen Keith das Interesse am Gitarrenspiel. „Er hatte da diese Gitarre an der Wand hängen. Und er zog mich jahrelang damit auf, dass ich meinen Blick nicht von diesem verdammten Ding wenden konnte – bis er an dem Punkt angelangt war, zu sagen ‚Wenn du an sie drankommst, dann lasse ich dich damit spielen‘“, schrieb Keith Richards in seiner Autobiographie Life. Anhand klassischer spanischer Gitarrenmusik brachte Dupree seinem Enkel in der Folge erste Stücke bei („Mein Großvater war der Meinung, es sei eine gute Übung zu lernen, wo die Noten sind.“).
Nachdem Richards die Dartford Tech hatte verlassen müssen, wurde er 1959 am Sidcup Art College, einer Kunstschule, in London (Borough of Bexley) angenommen. Im gleichen Jahr kaufte ihm seine Mutter für 10 £ eine Westerngitarre (die er vor dem Herbst 1961 gegen eine Elektrische Gitarre von Höfner eintauschte), und Richards begann sich für die Bluesmusik afroamerikanischer Interpreten wie Billie Holiday, Louis Armstrong, Howlin’ Wolf und Duke Ellington zu interessieren und deren Stücke nachzuspielen. Bald vernachlässigte er die Schule, um Musik zu hören oder mit seinem Mitschüler Dick Taylor Gitarre zu spielen. Auf dem Schulweg nach London traf Richards am 17. Oktober 1961 am Bahnhof in Dartford zufällig Mick Jagger wieder, der inzwischen die London School of Economics besuchte. Sie kamen ins Gespräch, weil Jagger einige Rhythm-and-Blues-Schallplatten von Chuck Berry (Rockin’ at the Hops) und Muddy Waters (The Best of Muddy Waters) unter dem Arm trug und Richards ebenfalls von dieser in Großbritannien relativ unbekannten Musik begeistert war. Diese zufällige Begegnung sowie das gemeinsame Interesse für den Blues führte nun zu ihrer Freundschaft. Jagger probte gelegentlich mit seiner Band Little Boy Blue and the Blue Boys, der neben Bob Beckwirth auch der gemeinsame Freund Dick Taylor angehörte, und Richards stieß zu der Formation, die jedoch nicht öffentlich auftrat.
Um Live-Musik zu hören, besuchten Jagger und Richards, vorzugsweise an den Wochenenden, angesagte Londoner Clubs. Dort kamen sie in Kontakt mit Alexis Korner und traten gelegentlich als Gastmusiker in dessen Gruppe Blues Incorporated auf, wodurch sie den Gitarristen Brian Jones und den Pianisten Ian Stewart kennenlernten, was schließlich nach Jones’ Initiative im Mai 1962 zur Gründung der Urformation der Rolling Stones führte. Der erste Auftritt fand am 12. Juli 1962 im Londoner Marquee Club statt. Etwa im selben Zeitraum brach Richards seine Ausbildung am Sidcup Art College ab, um sich ganz der Musik und der Entwicklung der Band zu widmen. Er verließ sein Elternhaus und bezog mit Brian Jones und Mick Jagger eine bescheidene Wohngemeinschaft in 102 Edith Grove (Stadtteil Chelsea). „Die Rolling Stones verbrachten das erste Jahr ihres Daseins mit Rumhängen in Kneipen, Essen klauen und Üben“, schreibt Richards in Life. Etwa zur selben Zeit trennten sich Richards’ Eltern, was zu einer langjährigen Entfremdung mit seinem Vater führte, die erst 1982 beigelegt wurde.

## The Rolling Stones

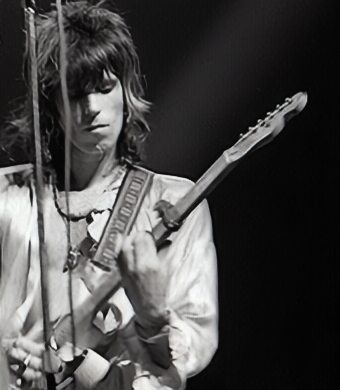
Keith Richards 1973

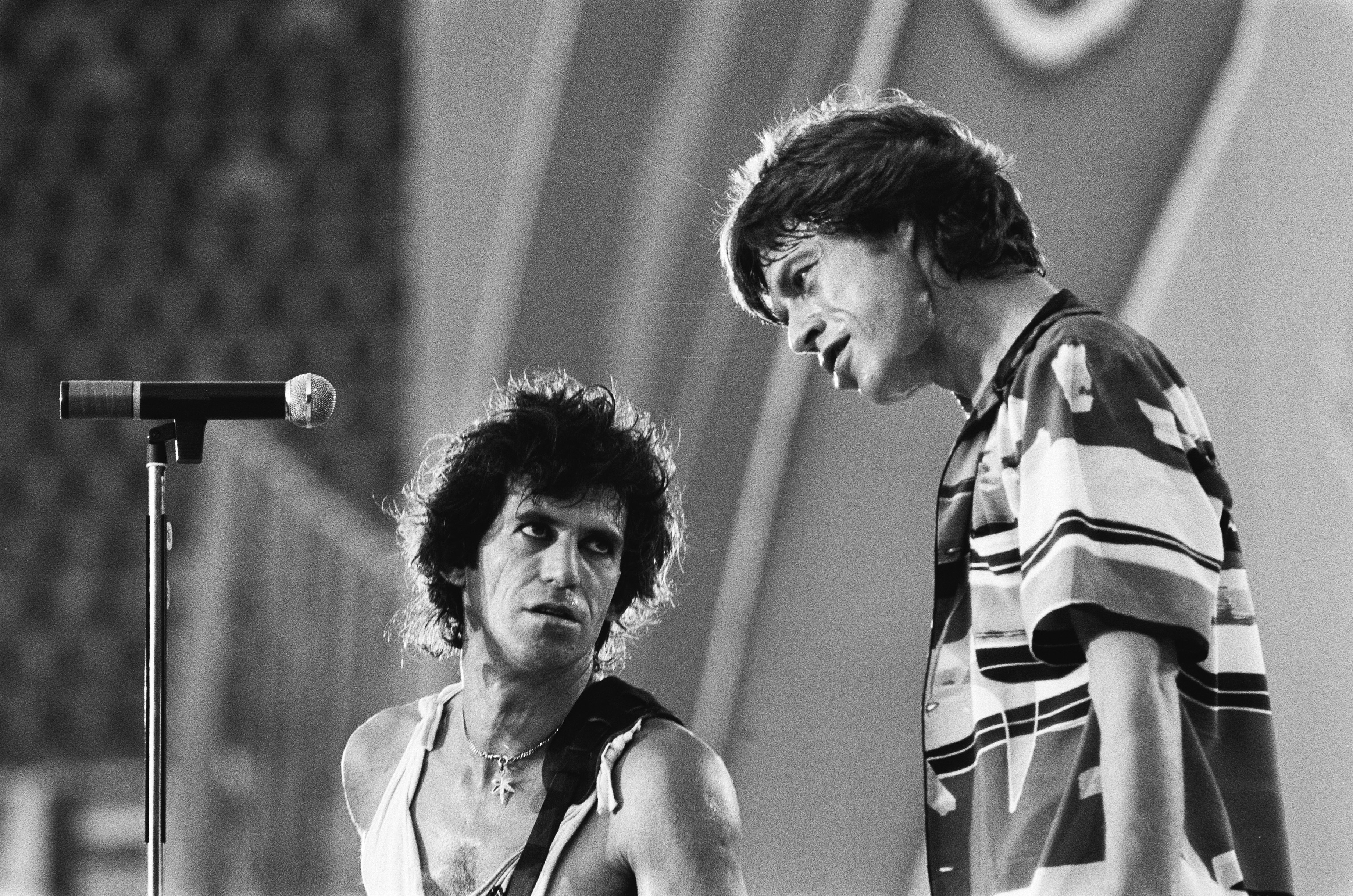
Richards (links) mit Mick Jagger (1981)

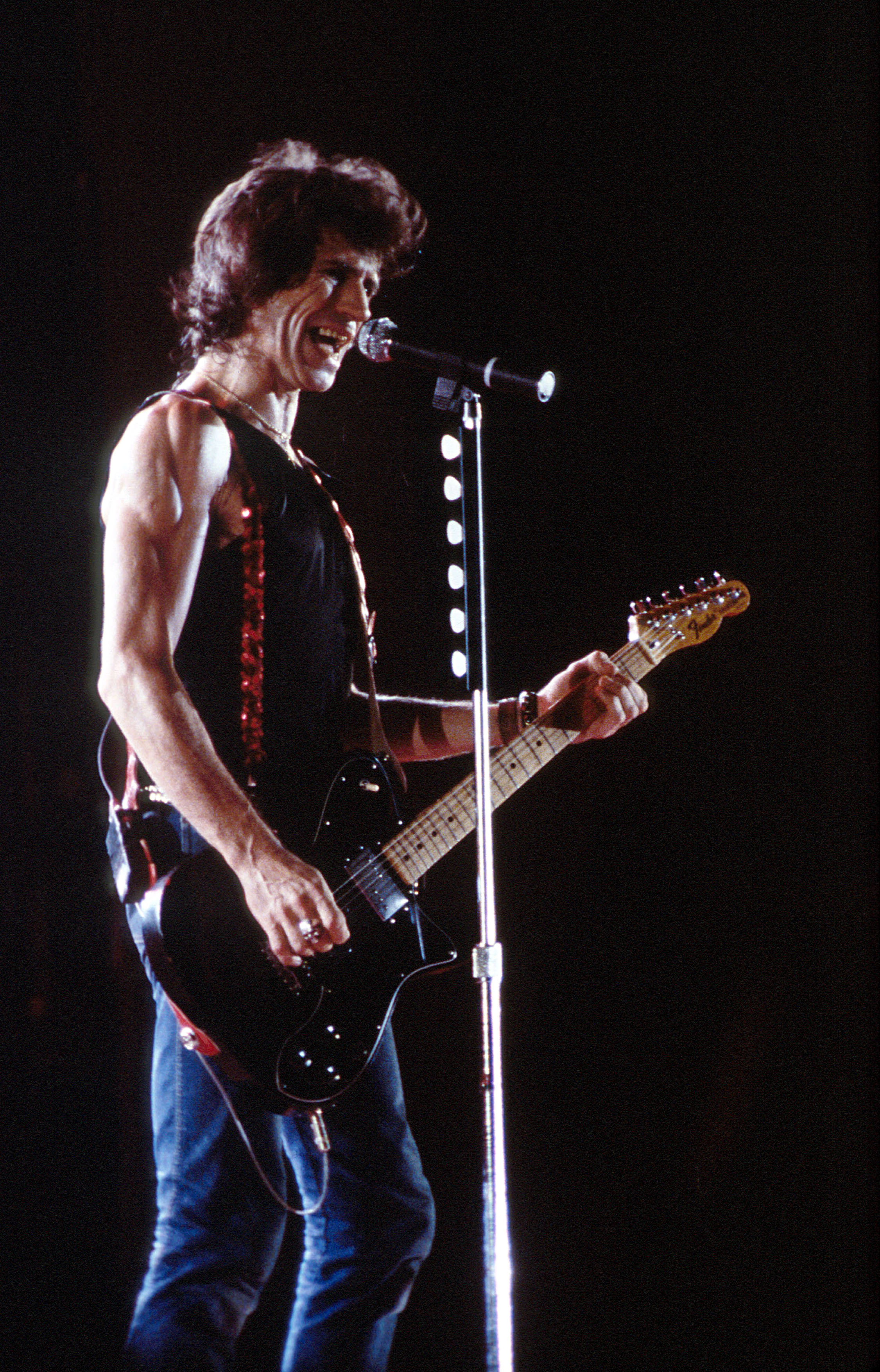
Richards während eines Konzerts (1982)

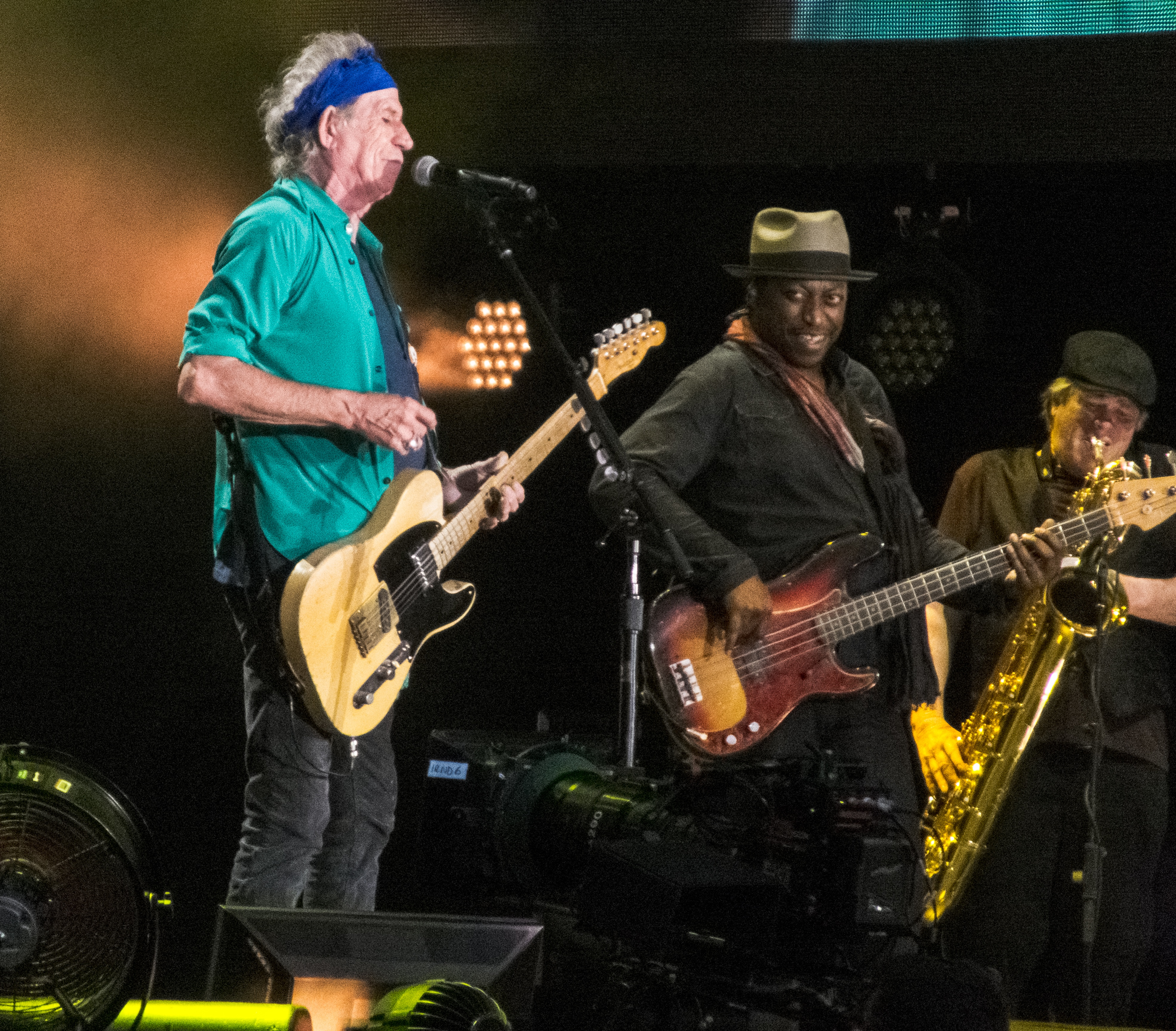
Richards (links) mit Darryl Jones und Bobby Keys (Hyde Park, 6. Juli 2013)

Seit Gründung der Band trug Richards als Rhythmusgitarrist maßgeblich zum Klang der Rolling Stones bei. Gemeinsam mit dem Schlagzeuger Charlie Watts und dem Bassisten Bill Wyman sorgte er für die rhythmische Grundlage, auf der sich der Sänger Mick Jagger und der Leadgitarrist Brian Jones präsentieren konnten. Die Musik der Rolling Stones klang rau und dreckig und war mit ihren „schwarzen“ Blues-Einflüssen etwas völlig Neues. Durch ihren Sound, ihre lauten, ungehobelten, rebellischen und vulgären Bühnenauftritte gelang es ihrem Manager Andrew Oldham, die Rolling Stones als wilden Gegenentwurf zu den Beatles zu stilisieren. Während die Bandmitglieder durch provokante Aussagen und anzügliche Gesten die Stimmung anheizten, endeten die Konzerte regelmäßig in gewalttätigen Ausschreitungen.
Bis 1964 bestand das musikalische Repertoire der Rolling Stones ausschließlich aus Coverversionen ihrer amerikanischen Vorbilder (Chuck Berry, Bo Diddley, Muddy Waters, John Lee Hooker, Howlin’ Wolf, Buddy Holly). Um langanhaltenden Erfolg zu ermöglichen, ermutigte Oldham Jagger und Richards, nach dem Vorbild des Komponisten-Duos Lennon/McCartney eigene Lieder für die Band zu schreiben. Damit war der Grundstein zu einem der erfolgreichsten Songwriter-Duos der Rockgeschichte gelegt. Nachdem mit The Last Time bereits im Frühjahr 1965 ein Stück von Jagger/Richards Platz eins der britischen Charts erobert hatte, gelang mit (I Can’t Get No) Satisfaction im Sommer 1965 der Durchbruch in den Vereinigten Staaten. Die Idee für den unverkennbaren Eingangsriff war Richards in der Nacht zum 7. Mai 1965 nach einem Konzert ihrer US-Tournee in Clearwater (Florida) gekommen. In jener Nacht fand Richards im Fort Harrison Hotel keinen Schlaf; ihm kam jedoch eine Akkordfolge in den Sinn, die er gleich auf der Gitarre spielte und mit seinem tragbaren Kassettenrekorder aufnahm – die Anfangssequenz von Satisfaction. Am Morgen darauf spielte Richards die Aufnahme seinem Songwriter-Partner Mick Jagger vor und schlug ihm dazu die Zeile „I can’t get no satisfaction“ als Text vor, woraufhin der begeisterte Jagger den Song zu Ende schrieb. Das 1966 veröffentlichte Album Aftermath enthielt ausschließlich Stücke von Jagger/Richards und etablierte die Stones als entwicklungsfähige Band mit musikalischen Ambitionen. Nachdem Brian Jones in den ersten Jahren Bandleader der Rolling Stones gewesen war, bildeten spätestens ab 1965 die Songwriter Jagger/Richards das unbestrittene Zentrum der Band und gaben die musikalische Entwicklung vor. Diese Tendenz setzte sich insbesondere durch die einsetzende Zusammenarbeit mit dem Produzenten Jimmy Miller fort. Der durch Drogenmissbrauch gezeichnete Jones trat auf dem Album Beggars Banquet (1968) kaum mehr in Erscheinung, Jagger und Richards löschten dessen Beiträge nachträglich oder nahmen diese erst gar nicht mehr auf. Schließlich wurde Brian Jones am 8. Juni 1969 aus der Band ausgeschlossen und durch Mick Taylor ersetzt. Die Kombination aus Richards’ eigenwillig schludrigem Stil und der disziplinierten Verspieltheit des neuen Leadgitarristen eröffneten den Rolling Stones neue künstlerische Ebenen, wodurch die Alben Let It Bleed (1969), Sticky Fingers (1971) und insbesondere Exile on Main St. (1972) für zahlreiche Kritiker zu den qualitativ hochwertigsten Alben der Stones zählen. Es gelang ihnen, zwischen den verschiedenen Musikrichtungen wie Blues, Country und auch englischem Folk zu variieren, ohne dabei ihre Identität und Wurzeln zu verlieren. Besonders durch seine enge Freundschaft zu dem Country-Rocker Gram Parsons, gestorben an den Folgen einer Überdosis von Rauschmitteln, konnte Richards seine Kenntnisse der Country-Musik vertiefen, was sich auf diesen Alben deutlich bemerkbar machte.
Zu Beginn seiner Karriere mit den Rolling Stones trat Richards regelmäßig als Background-Sänger in Erscheinung, auf den Alben Between the Buttons (1967) und Beggars Banquet (1968) sang er jeweils mit Jagger gemeinsam die beiden Schlusslieder (Something Happend To Me Yesterday bzw. Salt Of The Earth). Bei der Ballade You Got the Silver (auf dem Album Let It Bleed) übernahm er erstmals alleine den Hauptgesang, ebenso bei Happy (Exile on Main St.), das Richards bei der folgenden US-Tour (The Rolling Stones American Tour) darbot. Seit den frühen 1970er Jahren wurde es zur Gewohnheit, dass Richards auf jedem Album, mit Ausnahme von Sticky Fingers (1971), It’s Only Rock ’n’ Roll (1974) und Blue & Lonesome (2016), mindestens ein Lied singt. Neben Happy war Before They Make Me Run das am häufigsten von Richards gesungene Lied während Stones-Konzerten, seit 1986 singt er zwei Lieder je Show. Seit der A-Bigger-Bang Tournee 2005 gehört You Got The Silver zum festen Bestandteil des Bühnenauftritts der Band.
Die 1970er Jahre waren eine Zeit der Richtungssuche für die Rolling Stones, die Großbritannien aus steuerrechtlichen Gründen verlassen hatten und unter anderem in Südfrankreich lebten. Die Alben Goats Head Soup (1973), It’s Only Rock ’n’ Roll (1974) und Black and Blue (1976) waren zwar kommerziell erfolgreich, erreichten jedoch nicht mehr die aggressive Intensität ihrer Vorgänger. Die Band zählte inzwischen zum einst von ihnen selbst verachteten gesellschaftlichen Establishment, das von Zuhörern als uninspiriert empfundene Auftreten der Stones nährte Gerüchte über eine mögliche Trennung. Interne Differenzen der Mitglieder führten Ende 1974 zum Ausstieg des frustrierten Mick Taylor, der seine künstlerischen Beiträge von Jagger/Richards nicht ausreichend berücksichtigt sah. „Er war ein Virtuose. Ich war instinktiv. Wenn es nach mir gegangen wäre, würde er immer noch mit uns spielen“, trauert Richards Taylor heute noch nach. Als Nachfolger konnte 1975 der Faces-Leadgitarrist Ron Wood gewonnen werden, der allerdings erst seit 1993 vollwertiges Bandmitglied ist. Währenddessen hatte Keith Richards mit privaten Problemen zu kämpfen, wie dem Tod seines drei Monate alten Sohnes Tara Jo Jo Gunne († 6. Juni 1976) und seine zunehmende Heroinsucht. Die Kontrolle über seine Drogenabhängigkeit war Richards weitgehend entglitten, worunter seine Kreativität und Zuverlässigkeit litten und er regelmäßig in Konflikt mit dem Gesetz geriet.
Mitte der 1980er Jahre drohten die Rolling Stones zu zerbrechen, da Mick Jagger Solo-Projekte anging und wenig Lust verspürte, mit den Stones zu arbeiten, geschweige denn auf Tour zu gehen. Das Verhältnis der Glimmer Twins war mehr als angespannt. Eine Reaktion Richards’ darauf war die Zusammenstellung der Band X-Pensive Winos. Er nahm mit ihr 1988 sein erstes Soloalbum Talk Is Cheap auf und ging auf Tournee. Der große Erfolg wollte sich weder bei Jagger noch bei Richards einstellen. Nach einer heftigen Auseinandersetzung versöhnten sie sich, schrieben auf Barbados gemeinsam Lieder für das 1989 veröffentlichte Album Steel Wheels und absolvierten mit den Rolling Stones 1989/90 die bis dahin größte Tournee der Rockgeschichte.
Die Musikzeitschrift Rolling Stone würdigte die Songwriting-Partnerschaft Jagger/Richards mit Rang sechs in ihrer Liste der 100 größten Songwriter aller Zeiten.

## Solokarriere

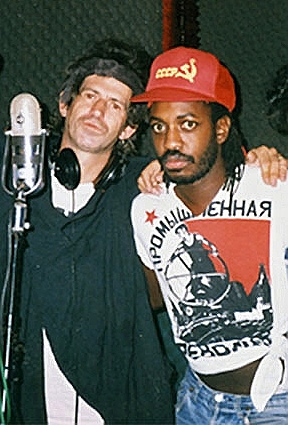
Richards und Schlagzeuger Steve Jordan während der Aufnahmen zu Talk Is Cheap, New York 1988

Außer der Single Run Rudolph Run/The Harder They Come auf Rolling Stones Records im Dezember 1978 gab es eine lange Zeit für Keith Richards keinen Grund, außerhalb der Rolling-Stones-Welt Schallplatten zu veröffentlichen. Konzerte mit den New Barbarians liefen eher als privates Vergnügen. Erst aufgrund der Solo-Aktivitäten Mick Jaggers und dessen Weigerung, mit den Stones auf Tournee zu gehen, nahm Keith Richards 1988 mit den X-Pensive Winos das Album Talk Is Cheap auf und ging mit diesen auf Tour. Richards trat dabei als Leadsänger und Gitarrist in Erscheinung. 1992 folgten mit Main Offender ein zweites Soloalbum in Zusammenarbeit mit den X-Pensive Winos sowie eine weitere Konzert-Tournee. 2015 erschien Richards’ drittes Soloalbum Crosseyed Heart.
Richards trat 1985 anlässlich des von Bob Geldof organisierten Live-Aid-Konzerts zusammen mit Bob Dylan und Ron Wood in Philadelphia auf. 1986 führte er die Band anlässlich des 60. Geburtstages von Chuck Berry bei zwei Konzerten in St. Louis. Am 10. Juli 2004 war er beim Gram-Parsons-Tribute-Konzert dabei und gehörte zu den ‚Friends‘ bei Willy Nelson & Friends (Outlaws and Angels, 2004). Ende der 1990er Jahre leitete und produzierte Keith Richards ein Album der jamaikanischen Rasta-Band Wingless Angels.
Auf diversen Alben unterstützt Richards (zumeist als Gitarrist, manchmal auch als Sänger) befreundete Kollegen. Eine Auswahl: Ron Wood, Peter Tosh (Bush Doctor, 1978), Black Uhuru (Vital Selection, 1980), Nona Hendryx (The Heat, 1985), Tom Waits (Rain Dogs, 1985, Bone Machine, 1992, und Bad As Me, 2011). Aretha Franklin (Jumpin’ Jack Flash, 1986), John Phillips (Pay Pack & Follow, Aufnahmen von 1973 u. a. auch mit Mick Jagger, Ron Wood und Mick Taylor, veröffentlicht 2001), The Uptown Horns Revue (1993), Ivan Neville (Thanks, 1995), Jimmy Rogers All Stars (1999), Sheryl Crow (Live at Central Park, 1999), Peter Wolf (Sleepless, 2002), Tim Ries (The Rolling Stones Project, 2005), Buddy Guy (2006) und Norah Jones (Crosseyed Heart, 2015). Auf der Hank-Williams-Tribute-CD Timeless ist er mit dem Lied You win again zu hören (2001). Im Rahmen der Charles-Mingus-Hommage Weird Nightmare: Meditations on Mingus spielte er 1992 mit Charlie Watts und der Bläsergruppe The Uptown Horns zusammen; dabei sang und spielte er den Blues Oh Lord, Don’t let them Drop that Atomic Bomb on Me.
Nachdem der mit Keith Richards befreundete Schauspieler Johnny Depp wiederholt Richards als Vorbild für seine Verkörperung des eigentümlichen Piratenkapitäns Jack Sparrow in der Pirates-of-the-Caribbean-Filmreihe genannt hatte, gab dieser 2007 im dritten Teil Pirates of the Caribbean – Am Ende der Welt sein Schauspieldebüt als Jack Sparrows Vater. In einer kleinen Rolle spielt er Captain Teague Sparrow, einen alten, gitarrespielenden Piraten, der den Piratenkodex hütet. Für den 2011 in die Kinos gekommenen vierten Teil Pirates of the Caribbean – Fremde Gezeiten übernahm Keith Richards den Part erneut.
Im Juli 2015 veröffentlichte Richards mit Trouble den ersten Song seines dritten Soloalbums Crosseyed Heart, das am 18. September 2015 erschien.

## Keith Richards’ Gitarrenspiel

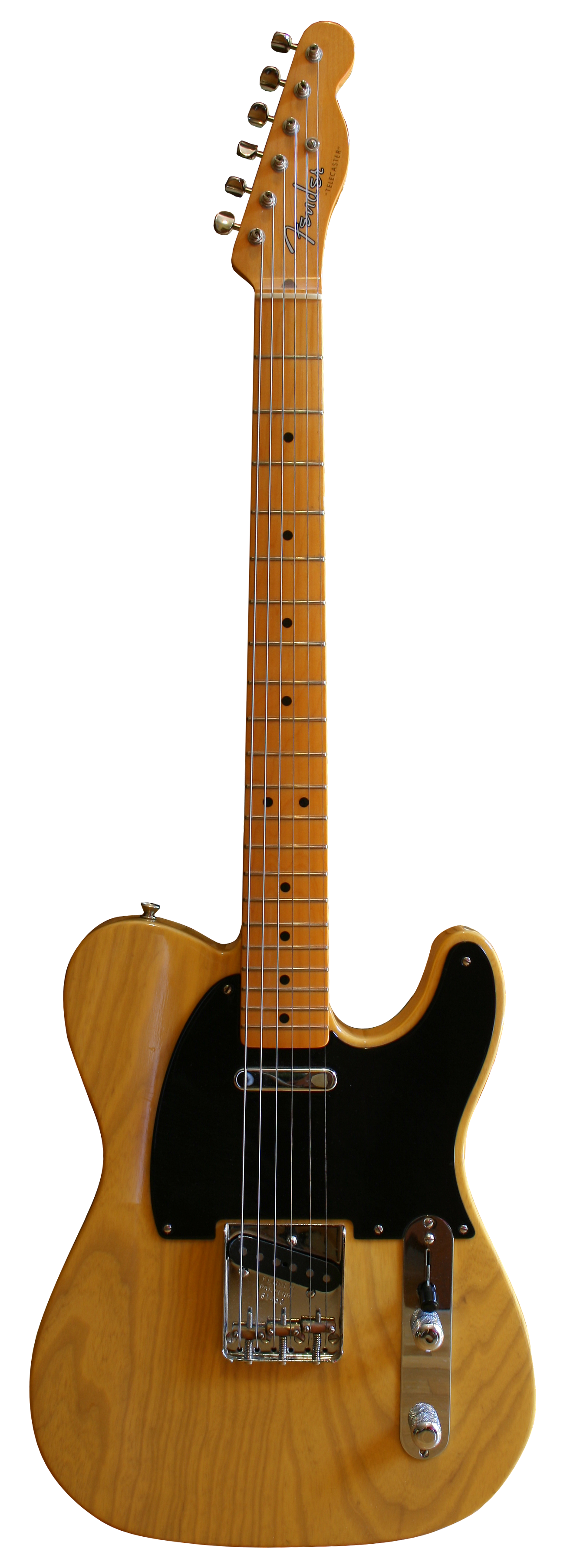
Fender Telecaster, das Grundmodell der von Richards bevorzugt verwendeten, modifizierten und in butterscotch lackierten „Micawber“

### Stil
Keith Richards gilt als einer der bekanntesten und einflussreichsten Gitarristen der Rockmusik. Beeinflusst wurde er unter anderem von Bo Diddley, Scotty Moore, Muddy Waters und Chuck Berry, der als sein größtes Vorbild gilt. So sagte er 1986 bei der Einführung Chuck Berrys in die Rock and Roll Hall of Fame, es falle ihm „etwas schwer, jemanden zu würdigen, bei dem ich alles geklaut habe“. Außerdem organisierte er 1986 zwei Konzerte zu Ehren Berrys, der in jenem Jahr seinen 60. Geburtstag feierte. Berrys Einfluss auf Keith Richards ist besonders gut in dem Rolling-Stones-Song Star Fucker (auch als Star Star bekannt) zu hören. Er verwendet viele typische Chuck-Berry-Licks. Ungewöhnlich ist, dass sich Keith Richards als Gitarrist nicht etwa durch virtuose Soli und lange Improvisationen auszeichnete wie viele andere Gitarristen seiner Zeit, darunter Eric Clapton, Jimi Hendrix und Carlos Santana, sondern durch größtenteils auf Grundlagen basierende, aber überaus prägnante Riffs und Licks. Sein wirksam reduziertes, meist mit dem Plektrum ausgeführtes, Gitarrenspiel, das eines der Erfolgsgeheimnisse der Rolling Stones ist, brachte ihm den Ruf ein, einer der besten Rhythmusgitarristen der Rockmusik zu sein; er ist auch unter dem Spitznamen „The Human Riff“ bekannt. Ein typisches Beispiel für sein Spiel ist der Hauptriff von Satisfaction, der aus nur drei Tönen besteht.
Als die Rolling Stones 1967/68 eine längere Tourneepause einlegten, entdeckte Keith Richards die Möglichkeiten so genannter offener Stimmungen für sein Gitarrespiel. Solche von der Standardstimmung abweichende Tunings waren charakteristisch für die traditionelle Bluesmusik, aus der er seine Inspiration bezog. Richards begann mit den so ermöglichten Sounds einer akustischen Gitarre im Verbund mit einem Kassettenrekorder zu experimentieren und sie bei Aufnahmen einzusetzen, was man unter anderem in Jumpin’ Jack Flash und Street Fighting Man (Open-D) hören kann.
Während Sessions mit Ry Cooder stieß er auf die offene G-Stimmung (open-G tuning). Bei der offenen G-Stimmung wird die Standardstimmung variiert, so dass ein G-Dur-Akkord erklingt, wenn man die leeren Saiten anschlägt. Richards nutzte diese Stimmung, die traditionell für das Slidegitarrenspiel eingesetzt wurde, für das Spiel ohne Bottleneck. Um den Grundton an erster Stelle zu haben, entfernte er die E-Saite und ließ sich eine auf fünf Saiten ausgelegte Gitarre bauen. Inzwischen ist die offene G-Stimmung (G-D-g-h-d) charakteristisch für Keith Richards’ Gitarrenspiel und den Sound von Stones-Klassikern wie Honky Tonk Women, Brown Sugar oder Start me up.

### Equipment
Keith Richards spielt diverse Gitarren und Amps. Er setzt bei Gitarrenverstärkern auf Röhrenverstärker von Fender und Marshall. Er spielt diverse Akustikgitarren sowie die E-Gitarrenmodelle Fender Stratocaster, Gibson Les Paul, Gibson Les Paul Junior und Gibson ES-335. Als sein Markenzeichen gelten aber alte Fender Telecasters, die oftmals mit einem Halshumbucker modifiziert wurden. Sie sind in der Regel in Open-G gestimmt und haben nur fünf Saiten, da Keith Richards die tiefe E-Saite entfernt.

## Drogen, Exzesse und Krankheiten

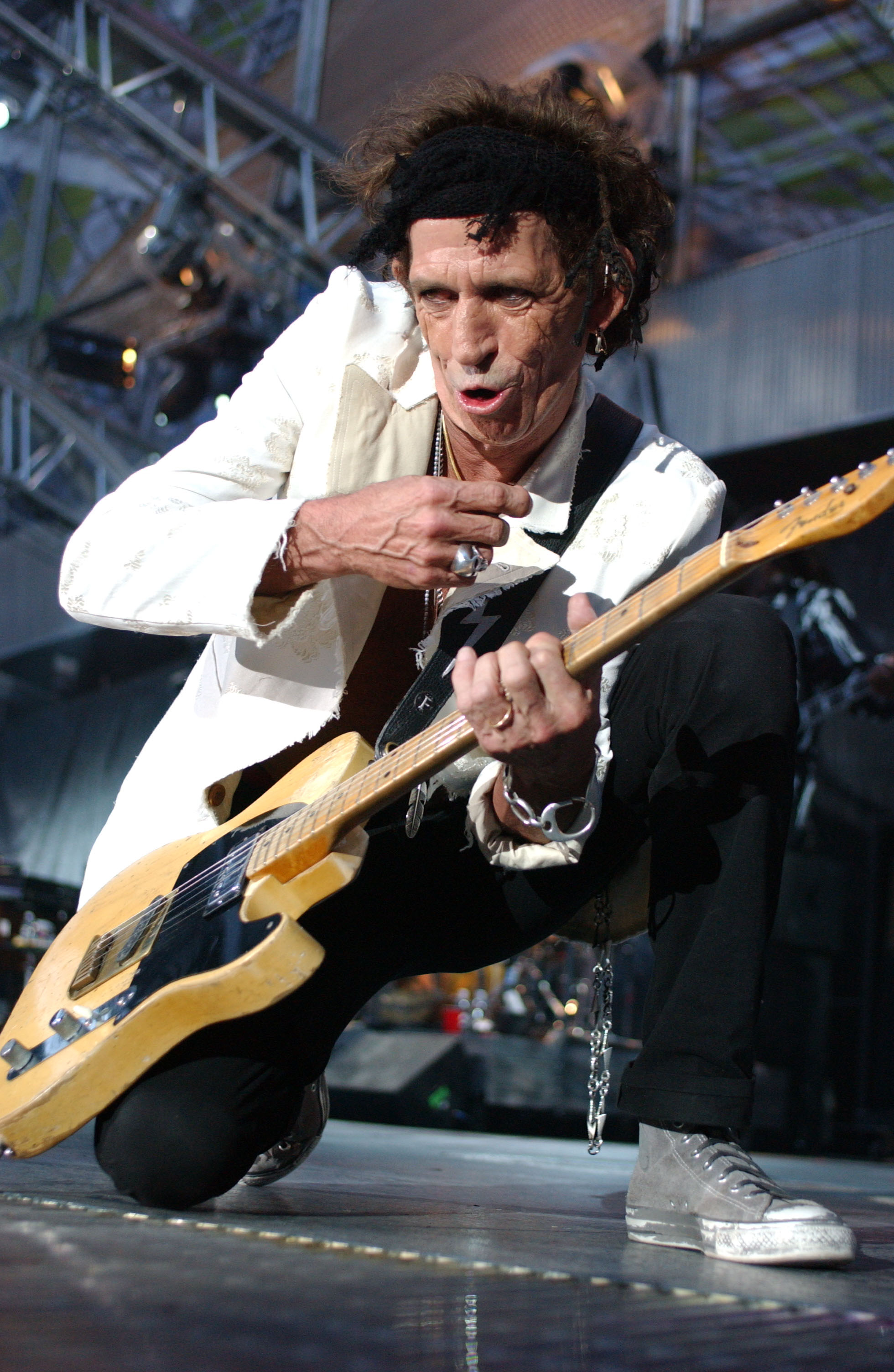
Keith Richards, 2003

Nach einer Party, an der neben Mick Jagger und Marianne Faithfull auch der Fotograf Michael Cooper, der Kunsthändler Robert Fraser, der Antiquitätenhändler Christopher Gibbs, George Harrison und dessen Ehefrau Pattie Boyd teilgenommen hatten, wurde Richards’ Landsitz Redlands, ein reetgedecktes Landhaus in Surrey, das er sich von den durch mit Hilfe von Allen Klein ermöglichten Einnahmen gekauft hatte, aufgrund eines anonymen Hinweises der Boulevardzeitung News of the World am 12. Februar 1967 von der Polizei durchsucht. Ausgestattet mit einer richterlichen Vollmacht, beschlagnahmten die Ermittler diverse Substanzen für forensische Tests. Begleitet von enormem Medieninteresse, wurden Jagger und Richards am 10. Mai vor dem Chichester Magistrates Court aufgrund des Besitzes von Aufputschmitteln ohne Rezept und Marihuana (Jagger) sowie der Duldung des Gebrauchs von Cannabis (Richards) angeklagt. Am 29. Juni wurde Richards zu einer sechsmonatigen Gefängnisstrafe (und einer Geldstrafe von 500 £), Jagger zu einer dreimonatigen und Robert Fraser zu einer einjährigen Gefängnisstrafe verurteilt. Anschließend verbrachte Richards eine Nacht im Gefängnis von Wormwood Scrubs in London, Jagger kam wie Fraser nach Brixton auf die Krankenstation des Lewes-Gefängnis. Nach einem Tag wurden Jagger und Richards gegen eine Kaution von 14.000 £ entlassen. Aus Mangel an Beweisen hob das Berufungsgericht das Urteil gegen Richards am 31. Juli 1967 wieder auf, Jaggers Strafe wurde zur Bewährung ausgesetzt.
Wie Brian Jones, Mick Jagger, John Lennon, der mit Richards befreundete Paul McCartney oder Syd Barrett gehörte auch Richards zu den ab etwa 1967 LSD konsumierenden Musikern.
In den 1970er Jahren war Richards heroinabhängig. Er geriet dadurch immer wieder in Konflikte mit dem Gesetz; so wurde er 1978 in Toronto wegen Drogenbesitzes zu einem Jahr auf Bewährung verurteilt. Außerdem hatte er zwei Benefizkonzerte in Kanada zu bestreiten. Die Konzerte zu Gunsten von Erblindeten fanden am 22. April 1979 in Oshawa, Kanada, statt. Der erste Teil wurde dabei von Ron Woods Freizeitband The New Barbarians und die zweite Hälfte von den Stones bestritten, wobei als Übergang zum Stonesauftritt Prodigal Son von Beggar’s Banquet gespielt wurde. Mit den New Barbarians ging Keith dann ab dem 7. Mai 1979 auch auf eine kurze US-Tour. Nach mehreren erfolglosen Entziehungskuren gelang ihm 1979 der Absprung von Heroin, wobei er anderen Drogen (Kokain, Beruhigungsmittel, Alkohol) nach wie vor kräftig zusprach. Laut eigener Aussage lebt er nur deshalb noch, weil er immer auf höchste pharmazeutische Qualität achtete und auch mit der Dosierung vorsichtig war.
Der Beginn der Europa-Konzertreihe der Bridges-to-Babylon-Tournee 1998 musste verschoben werden, da Richards in seiner Bibliothek von der Leiter gefallen war. Auch 2006 kam es wieder zu Verzögerungen, da Richards während einer Pause der Bigger-Bang-Tournee in einer Hotelanlage auf Fidschi angeblich von einer Palme stürzte und in einem Krankenhaus in Auckland, Neuseeland, wegen Kopfverletzungen operiert werden musste. Später gestand er dann aber, dass er nicht von einer Palme gefallen sei, sondern vom rutschigen Ast eines abgestorbenen Baumes. Diese „Geschichte“ hat er der Presse offensichtlich nur erzählt, weil es ihm unangenehm war, nicht termingerecht auftreten zu können. Bei dieser Operation wurde ihm ein Blutgerinnsel aus dem Schädel entfernt. Da er seitdem gerinnungshemmende Medikamente nehmen muss, verzichtet er auf Anraten der Ärzte seither völlig auf Kokain und andere blutverdünnende Drogen. In seiner Autobiographie behauptet er, dass ihm der Verzicht erstaunlich leicht gefallen sei: Die Drogen seien seiner wohl inzwischen überdrüssig geworden.:720
Im April 2007 wurde bekannt, dass Richards eigenen Angaben zufolge Teile der Asche seines 2002 eingeäscherten Vaters zusammen mit Kokain geschnupft habe, da er „nicht habe widerstehen können“, was später wieder dementiert wurde. 2010 erörterte Richards diesen Vorfall so, dass er nur „einen Hauch“:721 zu sich genommen habe: „Ich konnte ihn nicht einfach so wegwischen, also fuhr ich mit dem Finger drüber und schnupfte das bisschen.“:721
Im Mai 2008 räumte Richards in einem Interview ein, dass er und Bandkollegen wie Mick Jagger die Presse früher mit falschen Geschichten über ihr „wildes Leben“ versorgt hätten, um zur eigenen Legendenbildung beizutragen.

## Privatleben
Die erste feste Beziehung hatte Richards von 1963 bis 1966 mit dem Model Linda Keith. Aus dem mit Mick Jagger und Brian Jones, später mit Jagger und dessen Freundin Chrissie Shrimpton sowie Oldham bewohnten Apartment zog er wie Jagger 1965 aus. Zwischen 1967 (als er sie kurz nach der Razzia in Redlands in Marokko näher kennenlernte) und 1979 war er mit der deutsch-italienischen Schauspielerin Anita Pallenberg liiert, die vorher mit seinem Bandkollegen Brian Jones in einer Beziehung war. Aus der Beziehung mit Pallenberg gingen drei Kinder hervor: Marlon Leon Sundeep (* 10. August 1969), Angela (* 17. April 1972) und Tara Jo Jo Gunne (* 26. März 1976; † 6. Juni 1976; plötzlicher Kindstod).
1979 lernte er das amerikanische Model Patti Hansen kennen und das Paar heiratete am 18. Dezember 1983 (Richards’ 40. Geburtstag) im mexikanischen Cabo San Lucas. Das Paar hat zwei Töchter: Theodora (* 18. März 1985) und Alexandra Nicole (* 28. Juli 1986), die beide ebenfalls als Models arbeiten. Mittlerweile hat Keith Richards fünf Enkelkinder, darunter drei von seinem Sohn Marlon: Ella Rose (* 1996), Orson (* 2000) und Ida (* 2004). Zwei weitere stammen von seiner Tochter Angela: Ava Melody (* 2001) und Otto Red (* 6. Februar 2014).
Um 1980 lebte der Musiker Peter Tosh eine Weile in Richards´ Ferienhaus Point of View in Ocho Rios in Jamaika.
Hauptwohnsitz der Familie ist ein Anwesen bei der Stadt Weston im US-Bundesstaat Connecticut. Seit 1991 bewohnt Richards dort eine „opulente, italienisch anmutende Villa“ – in der Nähe des Naturschutzgebietes Devil’s Den Preserve und unweit der Stadt Ridgefield.
Daneben besitzt Richards seinen 1966 erworbenen Landsitz Redlands im südenglischen Sussex sowie ein Haus auf der Karibikinsel Parrot Cay (Turks- und Caicosinseln).

## Memoiren
Im Oktober 2010 veröffentlichte Richards unter dem Titel „Life“ eine 736 Seiten umfassende Autobiografie. Er nahm beim Schreiben die Hilfe seines Freundes James Fox in Anspruch. Die Rechte für das Buch wurden 2007 auf der Buchmesse in Frankfurt am Main versteigert. Ein Wettbieten führte zu einem Vertrag mit einem Vorschuss von 5,5 Millionen Euro.
Der Musiker setzte seinem Großvater ein Denkmal in dem Kinderbuch Gus und ich. Richards´ Tochter Theodora steuerte zahlreiche Illustrationen dazu bei. Erzählt wird, wie Keith als kleiner Junge durch Besuche beim Opa auf Gitarren aufmerksam wurde und sich allmählich eine lebenslang wirkende Begeisterung aufbaute. Beigefügt ist eine CD, auf der Richards selber liest und spielt.

## Diskografie

### Alben
| Jahr | Titel                                              | Höchstplatzierung, Gesamtwochen, AuszeichnungChartplatzierungen (Jahr, Titel, Platzierungen, Wochen, Auszeichnungen, Anmerkungen) | Höchstplatzierung, Gesamtwochen, AuszeichnungChartplatzierungen (Jahr, Titel, Platzierungen, Wochen, Auszeichnungen, Anmerkungen) | Höchstplatzierung, Gesamtwochen, AuszeichnungChartplatzierungen (Jahr, Titel, Platzierungen, Wochen, Auszeichnungen, Anmerkungen) | Höchstplatzierung, Gesamtwochen, AuszeichnungChartplatzierungen (Jahr, Titel, Platzierungen, Wochen, Auszeichnungen, Anmerkungen) | Höchstplatzierung, Gesamtwochen, AuszeichnungChartplatzierungen (Jahr, Titel, Platzierungen, Wochen, Auszeichnungen, Anmerkungen) | Anmerkungen                                       |
| Jahr | Titel                                              | DE | AT | CH | UK | US | Anmerkungen                                       |
| ---- | -------------------------------------------------- | --- | --- | --- | --- | --- | ------------------------------------------------- |
| 1988 | Talk Is Cheap                                      | DE15 (9 Wo.)DE | AT20 (1 Wo.)AT | CH18 (3 Wo.)CH | UK37 (4 Wo.)UK | US24 Gold · (23 Wo.)US | Erstveröffentlichung: 3. Oktober 1988             |
| 1991 | Live at the Hollywood Palladium, December 15, 1988 | DE30 (1 Wo.)DE | AT49 (1 Wo.)AT | — | — | — | Erstveröffentlichung: 10. Dezember 1991 Livealbum |
| 1992 | Main Offender                                      | DE4 (12 Wo.)DE | AT22 (1 Wo.)AT | CH13 (2 Wo.)CH | UK45 (1 Wo.)UK | US99 (10 Wo.)US | Erstveröffentlichung: 19. Oktober 1992            |
| 2015 | Crosseyed Heart                                    | DE3 (13 Wo.)DE | AT1 (9 Wo.)AT | CH4 (7 Wo.)CH | UK7 (4 Wo.)UK | US11 (5 Wo.)US | Erstveröffentlichung: 18. September 2015          |

Weitere Veröffentlichungen
- 1978: Run Rudolph Run (7″-Single)
- 1993: Eileen (5-Track Japan Mini Album)
- 1997: Wingless Angels – Volume I (Gesang und Gitarre)
- 2006: The New Barbarians – Buried Alive (Live 1979)
- 2007: The First Barbarians – Live from Kilburn (Live 1974)
- 2010: Wingless Angels – Volume II (Gesang und Gitarre)
- 2010: Vintage Vinos (Kompilation)

## Filme/Gastauftritte
- 1969: Michael Kohlhaas – der Rebell
- 1987: Chuck Berry – Hail! Hail! Rock ’n’ Roll
- 2002: Die Simpsons (Staffel 14, Folge 2)
- 2007: Pirates of the Caribbean – Am Ende der Welt (Pirates of the Caribbean: At World's End)
- 2011: Pirates of the Caribbean – Fremde Gezeiten (Pirates of the Caribbean: On Stranger Tides)

## Trivia
Der Stuttgarter Insektenforscher Arnold Staniczek, ein Fan der Rolling Stones und Wissenschaftler am Staatlichen Museum für Naturkunde Stuttgart, entdeckte 2018 zusammen mit zwei weiteren Forschern sieben verschiedene fossile Arten von Steinfliegen in 99 Millionen Jahre altem burmesischem Bernstein. Als Hommage an die Rolling Stones wurden diese Rolling Stoneflies nach den derzeitigen und ehemaligen Mitgliedern der Band benannt. Die Keith Richards gewidmete Art trägt den Namen Lapisperla keithrichardsi und ähnelt in ihrer Einbettung dem häufig auf der Bühne zu sehenden Ausfallschritt von Keith Richards. Ebenso wie die Steinfliege Petroperla mickjaggeri besitzt das Insekt eine große Zunge und ähnelt damit dem Logo der Stones.
Auf sein musikalisches Vorbild, den berühmten Blues-Star Muddy Waters, der maßgeblichen Einfluss auf Keith Richards’ Gitarrenspiel ausübte, traf Richards persönlich das erste Mal in den Tonstudios der Plattenfirma Chess Records in Chicago, wo Muddy Waters auf dem Flur auf einer Leiter stand und die Decke mit frischer Farbe strich. Ein Toningenieur stellte die beiden Musiker einander vor, woraufhin ein herzliches Gespräch zwischen Richards und Waters entstand.